# Karl Gottfried von Bose
Carl Gottfried von Bose (ur. 10 września 1654 w Netzschkau, zm. 3 stycznia 1731 w Dreźnie) – saski dyplomata. 
W latach 1694–1698 bywał jako poseł saski w Berlinie, Kopenhadze i Sztokholmie. W lutym 1712 roku zastąpił Georga von Wertherna jako saski poseł przy sejmie Rzeszy (Ratyzbona). 
Dzięki jego staraniom Saksonia wiodła prym w Corpus Evangelicorum. Współpracował z nim poseł pruski przy sejmie Rzeszy hrabia Ernst von Metternich. Bose wrócił do Drezna w 1718 roku.